# 国民議会 (ベネズエラ)
国民議会（こくみんぎかい、スペイン語: Asamblea Nacional）は、ベネズエラの立法府である。一般には「ベネズエラ国会」と表記される。

## 概要
一院制、定数277、任期5年（再選上限なし）。小選挙区比例代表並立制により選出される。
2015年の選挙で野党が三分の二の議席を獲得したため、大統領ニコラス・マドゥロと対立関係となった。マドゥロ政権は、2017年8月に与党が全議席を独占している制憲議会を開き、国民議会から立法権を接収することを決議させた。国民議会はその決議や制憲議会の存在を無効としているが、マドゥロ政権派の最高裁判所が決議を認めたため、事実上立法権を奪われた。2019年1月には国民議会議長フアン・グアイドがマドゥロ政権の正統性を否認して暫定大統領就任を宣言した。
2020年の選挙は主要な野党がボイコットし与党が返り咲いたことで制憲議会は解散し、国民議会は立法権を回復した。しかし一部の国は選挙結果を認めず、野党主導の2015年の国民議会を承認し続けている。

## 歴史

### マドゥロ政権との対立（第4期、2015年 - 2020年）

2015年から2020年までの院内勢力
(1)野党の政党連合:
(2)与党の政党連合:

2015年12月の国民議会選挙で反マドゥロ政権の野党が三分の二（167議席中112議席）を占めた。これにより国民議会を使った立法行為が不可能となったマドゥロ政権は、自身の影響下にある最高裁判所を使って国民議会の立法権を制限する様々な手段を打つようになった。例えば国民議会が可決させた法律を大統領が「違憲判断のため」として最高裁に送り、最高裁に違憲判断を出させて立法を無効化する方法である。2016年1月から4月に国民議会が可決させた5つの法案は全て最高裁に送られ、そのうち4つが「違憲」として無効化された。また最高裁はアマソナス州選出の3人の野党議員に「不正選挙があった」として公務就任権を認めず、2016年7月にこの3人が国民議会で宣誓すると最高裁は「最高裁の決定を尊重しない限り国民議会は法的有効性をもたない」と宣言。以降マドゥロ政権はこの「3人問題」を理由に国民議会を無視して最高裁に立法権を代行させるようになった。予算案も国民議会ではなく最高裁に提出して承認させた。
2017年3月末には最高裁が「3人問題」を理由に国民議会の立法権をはく奪し、最高裁が立法権を引き継ぐことを決議し、国内の反政府運動が激化した。国際社会からも強い批判を受けたため、マドゥロの要請で撤回された。しかし憲法秩序を重んじない政府と最高裁に対する国民の怒りは収まらず、2017年4月から反政府デモが激化した。
2017年5月1日にマドゥロは新憲法を制定するとして7月30日に制憲議会選挙を行うと宣言。これに国内外の反発はさらに高まった。反発を受けたのは、制憲プロセスが憲法違反である疑い、さらに制憲議会選挙が「一人一票の原則」を無視してマドゥロが指名した労組や学生組織など7つの社会セクターに所属する者に2票を与えるという前例のない与党有利の選挙制度になっていたことによる。このような選挙に候補を立てることは、恣意的な選挙制度を容認することに繋がるため、全野党が候補を擁立せず、ボイコット運動を行った。結果、2017年7月30日の制憲議会選挙は全候補が与党のみとなり、全議席を与党で独占した。
マドゥロ政権は野党が多数を占める国民議会から与党が全議席独占する制憲議会に立法権を移すことを企図。8月18日に制憲議会は安全保障、経済、財政、主権に関する立法権を国民議会からはく奪し、制憲議会に移すことを決議した。国民議会側はこれに反発し、8月19日にもアメリカ合衆国をはじめとした各国の外交官を招いたうえで国民議会を招集した。国民議会副議長フレディ・ゲバラは記者団に「この不正な決定は無効であり、制憲議会そのものが無効だ」と述べた。しかしマドゥロ政権支持の最高裁判所は「国民議会は制憲議会を軽視している。今後国民議会のすべての決定は無効だ」と宣言した。以降国民議会は無力な存在にされている。
2019年1月5日の新会期でフアン・グアイドが議長が就任した。1月10日のマドゥロの大統領2期目就任式を前にしてグアイド議長は「我々はニコラス・マドゥロの違法性を再度断言する」「1月10日から彼は大統領職を不当に奪うことになるため、結果として国民議会が唯一の合法的な国民代表機関となる」と宣言した。軍部に「民主主義の回復」を支持するよう呼びかけを行った。しかし1月21日に最高裁が国民議会の無効を宣言し、1月5日に国民議会がまとめた合意も無効とした。
1月23日にグアイドは、野党指導者を排除して行った昨年大統領選挙を無効として大統領選挙のやり直しと憲法233条を根拠に国民議会議長である自身が暫定大統領に就任することを宣言した。
2020年1月5日、国軍が野党勢力を議場から締め出した上で新会期の議長選挙が実施され、ルイス・パラが新たな議長に選出された。野党勢力は選挙を認めず、別の場所でグアイドを議長に再選した。

### マドゥロ派の返り咲きと野党の「国民議会」の並立（第5期、2020年 - ）
2020年12月の選挙に先立つ6月30日、選挙管理委員会は定数を167から277に増やすことを発表した。8月3日、野党勢力は与党の不正行為を理由に選挙のボイコットを表明した。8月18日、マドゥロは選挙後に制憲議会を解散すると発表した。
選挙はマドゥロ派が勝利し、与党が5年ぶりに過半数以上を確保した。2021年1月5日、ホルヘ・ロドリゲスが新たな議長に選出された。野党や欧米諸国は選挙結果を認めておらず、2015年に当選した議員から構成される国民議会は立法府として引き続き活動した。ただし欧州連合は議長職を失ったとしてグアイドの暫定大統領の承認を取り下げた。
2022年12月30日に野党はフアン・グアイドを暫定大統領から解任し、暫定政府は解散した。2023年1月3日、アメリカ合衆国国務省は野党の決定を尊重し、2015年の国民議会の承認を改めて表明した。暫定大統領及び議会議長を退任したグアイドの後任として、スペインに亡命中のディノラ・フィゲラが国民議会議長に選出されたため、議長の座は再び議論となっている。

## 備考
2016年1月以前、議場正面にウゴ・チャベスの巨大な肖像画が掲げられていたが、野党が議席の三分の二を握った2016年1月の会期から取り外されることが決議された。チャベス派議員は抵抗したが、ヘンリー・ラモス・アルップ国会議長は「歴代大統領の肖像画が掲げられていないのにチャベスの肖像画だけ掲げられているのは政治的公平性から問題がある」と述べた。国民議会がチャベス・マドゥロに従属した状態から離れ、独立した存在となったことを象徴する出来事だった

## 国民議会を支持している国

ベネズエラ
マドゥロを承認した国
中立宣言した国
発言がない国
グアイドを承認した国
国民議会支持を表明した国

国民議会議長フアン・グアイドが暫定大統領を宣言した後、欧州連合(EU)は加盟28か国の全会一致でベネズエラにおける唯一の民主的機関として国民議会を支持することを表明した。その後欧州各国は国民議会に加えてグアイドの暫定大統領就任も支持表明した国が多いが、グアイド暫定大統領支持を明言せず国民議会支持の立場を取り続ける国がある。以下の国々がそうした立場をとっている。
- ヨーロッパ
  -  イタリア[20]
  -  リヒテンシュタイン[21]
  -  ノルウェー[21][22]
  -  スロバキア[19]
  -  ギリシャ[19]
  -  ウクライナ[23][24]
  -  モルドバ[21]
  -  キプロス[19]
- アジア
  -  中華民国（台湾）[25][26]

- 中南米
  -  ジャマイカ[27]
  -  セントルシア[27]
  -  ガイアナ[27]

- アフリカ
  -  モロッコ[28]